# Sydney Ball
Pour les articles homonymes, voir Ball.
Sydney Ball, né le 29 octobre 1933 à Adélaïde et mort le 5 mars 2017, est un peintre et graveur abstrait australien.
Il a été un des premiers peintres australiens de sa génération à s’intéresser à l’art américain davantage qu’à l’art européen, et a eu un grand impact sur l'art en Australie.

## Biographie

### Formation en Australie et à New York
Sydney Ball naît le 29 octobre 1933 à Adélaïde, en Australie-Méridionale,.
Ball commence à travailler comme dessinateur d'architecture avant d'entamer la poursuite d'études de l'art à la South Australian School of Design (en) d'Adélaïde de 1955 à 1962, auprès de James Cant (en) et Dora Chapman (en). Il s'installe ensuite à New York pour poursuivre ses études à l'Art Students League, où il étudie sous la direction de Theodoros Stamos jusqu'en 1965. En 1964, il suit un cours d'été de lithographie au Pratt Graphic Art Center,. Il tient sa première exposition à New York à cette époque-là.
Sydney Ball rencontre les artistes Carl Andre, Robert Huot (d) et Robert Barry, avec lesquels il fonde le New Age Group. Il découvre le mouvement de l'expressionnisme abstrait et se rapproche d'artistes locaux tels que Willem de Kooning, Mark Rothko, Philip Guston, Hans Hofmann, Robert Motherwell, Jules Olitski, Jack Bush, John Walker (en) et Jackson Pollock, qui auront une influence sur son œuvre,,.

### Carrière en Australie
Sydney Ball retourne en Australie à la fin de ses études en 1965. Il enseigne dans plusieurs écoles d'art à Sydney, notamment à l'Alexander Mackie College of Art de Sydney, où il est considéré comme un professeur « inspirant », et continue d'effectuer des voyages d'études à New York et au Pérou (1965), au Japon (1965, 1969), à Londres et Paris (1970), ou encore en Océanie,.
En 1965, il exposte au Museum of Modern Art Australia (en), où la qualité de ses couleurs est remarquée. En 1968, il expose ses œuvres lors de la première exposition australienne d’art abstrait, la Field Exhibition, à Melbourne, « considérée comme une contribution radicale à l'histoire de l'art du pays » et qui a véritablement lancé la carrière de Sydney Ball,.
Il repart ensuite aux États-Unis pour deux ans, et y fait la connaissance du critique d'art Clement Greenberg, qui l'introduit auprès du peintre et sculpteur américain Kenneth Noland, et des artistes australiens Elwyn Lynn (en) et Patrick McCaughey (en), avec qui il parcourt la côte est. Lors de ce séjour, il découvre aussi le travail d'autres expressionnistes abstraits comme Helen Frankenthaler, Barnett Newman et de nouveau Mark Rothko, qui aura un grand impact sur son œuvre.
La popularité de Ball grandit dans les années 1970, et il participe à la première Biennale de Sydney en 1973, est l'un des artistes dont le documentaire d'ABC Ten Australians fait le portrait en 1975, et la Newcastle Region Art Gallery organise la première rétrospective sur son œuvre la même année.
Sydney Ball enseigne pendant vingt ans en Australie et en Asie, en particulier à l'Académie centrale des Beaux-Arts de Pékin, à l'Académie des Beaux-Arts de Chengdu (en), l'Université du Tibet à Lhassa.

### Dernières années
Au début du XXIe siècle, il y a un regain d'intérêt pour l'abstraction colorée en Australie, et le travail de Sydney Ball est remis en lumière. Il continue à produire des séries, cherchant à innover en se basant sur l'architecture et de nouvelles formes modulaires, comme dans Infinex lumina #4 (2010).
Nombre de ses peintures, dessins et estampes ont été acquises par les plus grandes institutions muséales de son pays.
Sydney Ball meurt à Sydney le 5 ou le 6 mars 2017, à l'âge de 83 ans.

## Œuvre

### Analyse et impact
Adepte de l'abstraction hard edge et de la peinture en couleur, il produit essentiellement des peintures à l'huile et à l'acrylique, parfois modulaires, comme Stain et Spatter. Il se distingue aussi pour, à l'instar de Jackson Pollock et Helen Frankenthaler, peindre sur sa toile disposée au sol, comme c'est le cas pour les œuvres Magellan Blue et Pale Stream. Ses séries The Cantos, The Persian et The Modular le placent dans l'histoire de l'art comme « le premier véritable représentant du « harde-edge » australien ». Ball explore aussi l'op art et des sujets plus lyriques et abstraits, comme dans Sassan encounter (1967-1968).
Considéré comme un pionnier de l'abstraction post-picturale dans son pays, « son œuvre a eu une grande influence sur le développement de l'art en Australie »,,.

### Conservation
- Australie
  - Samstag Museum of Art (en) de l'Université d'Australie-Méridionale (Adelaïde)[4]
  - Galerie d'art d'Australie-Méridionale (Adelaïde)[10]
  - Galerie nationale d'Australie (Canberra)[11]
  - Musée national du Victoria (Melbourne)[12]
  - Galerie d'art de Nouvelle-Galles du Sud (Sydney)[3]
  - Geelong Art Gallery, (Geelong)[13]
  - Tasmanian Museum and Art Gallery (Hobart)[2]
  - Université d'Australie-Occidentale (Perth (Australie-Occidentale))[2]
  - Université Macquarie (Sydney)[2]
- Nouvelle-Zélande
  - Musée d'Art d'Auckland (Auckland)[14]

## Prix et reconnaissances
- 1964 : Visual Arts Board Award de l'Australian Council
- 1965 : Mirror Waratah Prize
- 1971 : prix Graphic Art Design (New York)
- 1972 : prix Sir William Angliss Memorial Art
- 1974 : Visual Arts Board Award de l'Australian Council